# Послання до Лаодикійців
Послання до Лаодикійців — гіпотетичний текст, про існування якого відомо з канонічного послання до Колосян, написаного апостолом Павлом.
| " | І як бу́де прочи́таний лист цей у вас, то зробіть, щоб прочитаний був він також у Церкві Лаодикі́йській, а того, що написаний з Лаодикі́ї, прочитайте і ви. (Кол 4:16) | " |

## Текст Маркіона
Згідно з каноном Мураторі, серед книг, якими користувався богослов і єрісіарх Маркіон, було й послання до Лаодикійців, яке потім (разом із посланням до Александрійців) було відкинуто. Автор «Тлумачної Біблії Лопухіна і наступників», посилаючись на Тертуліана, стверджує, що під цією назвою Маркіон використав Послання до Ефесян.

## Текст із Вульгати
Серед текстів, які претендують на назву послання до Лаодикійців, найвідоміший невеликий текст, включений до деяких кодексів Вульгати. У цьому творі немає ідей, відсутніх у посланнях апостола Павла, тому наявність або відсутність тексту в каноні не має догматичного значення.
Єронім Стридонський у IV столітті писав, що цей текст відкидають усі. Проте відомо кілька десятків копій Вульгати від VI до XII століття, в яких це послання є: F (Фульдський кодекс), M, Q, B, D, C і Lambda. Послання є в перекладі Джона Вікліфа. Остаточно Римська церква відкинула текст лише на Флорентійському соборі в XV столітті.

## Текст Якоба Лорбера
1844 року австрійський містик Якоб Лорбер опублікував текст, який назвав «Послання апостола Павла до Лаодикійців». Автор стверджував, що його продиктував «внутрішній голос».

## Питання про існування
Деякі екзегети вважають, що припущення про існування «Послання до Лаодикійців» виникло через непорозуміння, оскільки в тексті Послання до Колосян стоїть інший прийменник: «з Лаодикії (εκ Λαοδικειας)». Таким чином, згадане послання є або посланням Лаодикійців до апостола Павла, або посланням апостола Павла, написаним із Лаодикії до мешканців іншого міста.